# Mary Adelaide of Cambridge

Herzogin Mary Adelaide von Teck

HRH Princess Mary Adelaide Wilhelmina Elizabeth of Cambridge (* 27. November 1833 in Hannover; † 27. Oktober 1897 in der White Lodge, Richmond Park, Surrey) war als Enkelin des britischen Königs Georg III. eine Prinzessin von Großbritannien und Irland sowie Hannover und durch Heirat Herzogin von Teck. Sie war die Mutter von Königin Maria von Großbritannien und Irland, der Frau König Georgs V. und eines der ersten Mitglieder der Königsfamilie, das sich für wohltätige Zwecke engagierte.

## Jugend
Prinzessin Mary Adelaide wurde am 27. November 1833 in Hannover geboren. Ihr Vater war Prince Adolphus Frederick, 1. Duke of Cambridge, der jüngste Sohn von König Georg III. und Königin Charlotte. Ihre Mutter Augusta war eine geborene Prinzessin von Hessen-Kassel, Tochter des Landgrafen Friedrich III. von Hessen-Kassel-Rumpenheim.
Mary Adelaide verbrachte die ersten Jahre ihres Lebens in Hannover, wo ihr Vater in Vertretung seiner Brüder Georg IV. und später Wilhelm IV. Vizekönig war. Sie war schwer übergewichtig und wurde bald als „Fat Mary“ bekannt.
Nach dem Tod von König Wilhelm IV., Mary Adelaides Onkel, bestieg 1837 ihre Cousine Prinzessin Victoria, Tochter des Prinzen Edward, Duke of Kent and Strathearn, den britischen Thron. Aufgrund des salischen Rechts war Victoria der Thron von Hannover verwehrt, welchen der Duke of Cumberland als König Ernst August I. von Hannover bestieg. Der Duke of Cambridge wurde nicht länger in Hannover gebraucht und zog mit seiner Familie in den Kensington Palace nach London.

## Ehe
Im Jahr 1856 hatte sie einen Heiratsantrag des verwitweten Königs von Sardinien abgelehnt und war im Alter von 30 Jahren noch immer unverheiratet. Ihre Adipositas, geringes Einkommen und ihr Alter machten eine Heirat immer schwieriger. Der Prince of Wales (später Edward VII.) brachte den jungen österreichischen Offizier Prinz Franz von Teck, Sohn des Herzogs Alexander von Württemberg, als Gatte ins Gespräch. Königin Victoria stimmte zu, obwohl Franz als Sohn aus einer morganatischen Ehe nicht demselben Stand entsprach, aber immerhin von königlichem Geblüt war und einen Fürstentitel vorzuweisen hatte. Die Hochzeit fand am 12. Juni 1866 in der St. Anne’s Church in Kew statt.

## Herzogin von Teck

Mary Adelaide und Herzog Franz;
stehend von links nach rechts: Alexander, Mary, Adolphus und Francis

Durch ihre Heirat wurde Mary Adelaide „Königliche Hoheit Prinzessin Mary Adelaide, Fürstin von Teck“. Fürst Franz wurde 1871 zum Herzog von Teck erhoben. Er blieb „Seine Durchlaucht Herzog Franz von Teck“, bis Königin Victoria ihm anlässlich ihres goldenen Thronjubiläums 1887 das Prädikat „Hoheit“ verlieh. Der Herzog und die Herzogin von Teck hatten vier Kinder:
- Prinzessin Victoria Mary (1867–1953) ⚭ König Georg V. von Großbritannien und Irland, Kaiser von Indien
- Adolphus, 2. Herzog von Teck, später „The Most Honourable Adolphus Cambridge, 1. Marquess of Cambridge“ (1868–1927) ⚭ Lady Margaret Grosvenor, Tochter des Ersten Herzogs von Westminster
- Prince Francis (1870–1910)
- Prinz Alexander, später The Right Honourable Alexander Cambridge, 1. Earl of Athlone (1874–1957) ⚭ Prinzessin Alice von Albany (1883–1981), Tochter von Prinz Leopold, 1. Duke of Albany und Enkelin von Königin Victoria

## Exil
Der Herzog und die Herzogin von Teck wählten als Residenz London, in erster Linie, weil nur Mary Adelaide mit ihren 5000 Pfund Apanage pro Jahr ein Einkommen hatte. Ihre Mutter, die Duchess of Cambridge, unterstützte Mary Adelaide zusätzlich. Bitten auf weitere Zuwendungen lehnte Königin Victoria ab, sie stellte dem Paar aber eine Wohnung im Kensington Palace sowie das Landhaus White Lodge in Richmond Park zur Verfügung.
Das Paar lebte über seine Verhältnisse. Mary Adelaide hatte einen exklusiven Geschmack und führte ein extravagantes Leben, mit Bällen, kostspieligem Essen und Kleidung sowie Auslandsreisen. Schnell machte sie Schulden, und das Paar versuchte 1883, vor seinen Gläubigern zu fliehen. Es reiste nach Florenz und besuchte auch Verwandte in Deutschland und Österreich. Ursprünglich verwendete es mit den Namen „Graf und Gräfin von Hohenstein“, den Titel, mit dem Herzog Franz geboren wurde. Mary Adelaide begann aber bald, ihren königlichen Titel zu verwenden, der ihr mehr Aufmerksamkeit und bessere Bedienung garantierte.

## Späteres Leben

Herzogin Mary Adelaide von Teck, bei einem Kostümfest im Devonshire House, 1897

Die Tecks kehrten 1885 nach England zurück und lebten weiterhin in White Lodge, Richmond Park oder unternahmen ausgedehnte Besuchsreisen, bei denen sie auf Kosten ihrer Gastgeber lebten. Mary Adelaide begann, sich wohltätigen Zwecken zu widmen und eröffnete Hospitäler und Feuerwehrstationen.
1891 wollte Mary Adelaide, dass ihre Tochter Victoria Mary von Teck, genannt „May“, einen der Söhne des Prince of Wales und späteren Königs Eduard VII. heiratete. Königin Victoria war ihrerseits daran gelegen, dass die Braut aus Großbritannien stammte, aber keine Untertanin war. Prinzessin May erfüllte diese Kriterien und verlobte sich mit Prinz Albert Victor, Duke of Clarence and Avondale. Nach dessen plötzlichem Tod nur sechs Wochen nach der Verlobung überredete Königin Victoria Prinz George, Duke of York, den späteren König Georg V., um Marys Hand anzuhalten.
Die Hochzeit von Mary mit dem Prinzen verbesserte die finanzielle Situation ihrer Eltern entscheidend. Im Sommer 1893 reiste die Herzogin von Teck gemeinsam mit ihrem jüngsten Sohn, Prinz Alexander, zu einem Kuraufenthalt nach Bad Neuenahr. Zurück in England erkrankte sie am 29. Mai 1896 und wurde am 3. Mai operiert, worauf sie sich zur Rekonvaleszenz nach White Lodge zurückzog. 1897 hatte sie sich jedoch soweit erholt, dass sie an einer Gartenparty im Buckingham Palace und dem berühmten Maskenball der Gräfin von Devonshire am 2. Juli 1897 teilnehmen konnte, wo sie als Sophie von der Pfalz auftrat, um danach Freunde in Appleby Castle in Cumbria zu besuchen. Über Brocket Hall reiste sie zurück nach London. Mary Adelaide erlebte die Krönung ihrer Tochter nicht. Sie starb am 27. Oktober 1897 während einer Notoperation in der White Lodge. Sie wurde in der königlichen Gruft in der St George’s Chapel in Windsor Castle bestattet.

## Titel von Geburt an
| Kurztitel in Großbritannien | Deutsch |
| --- | --- |
| - Her Royal Highness Princess Mary Adelaide of Cambridge - Her Royal Highness Princess Mary Adelaide, Princess of Teck - Her Royal Highness Princess Mary Adelaide, Duchess of Teck | - Ihre Königliche Hoheit Prinzessin Mary Adelaide von Großbritannien, Irland und Hannover - Ihre Königliche Hoheit Fürstin Mary Adelaide von Teck - Ihre Königliche Hoheit Herzogin Mary Adelaide von Teck |